# 矢部四十八滝
矢部四十八滝（やべ しじゅうはったき）は、熊本県上益城郡山都町に多数点在している滝の一群をさす総称である。
北部に阿蘇の火山灰・溶岩が厚く堆積し、南部には九州山地が迫り、緑川が谷を削っている同町には数多くの滝があり、その数は70近くある。
代表的な滝は、市街はずれにある有名な通潤橋から程近い場所にある五老ヶ滝である。
有望な観光資源ともなる多くの滝を抱えるのにもかかわらず、交通のアクセスは悪く道幅も狭い。案内看板や駐車場の整備も十分でなく、見晴らし展望のための除草や伐採もあまり行われていない。
一部は農業用水や水力発電用に水を取水していることから、パイプなどで景観が損なわれていたり枯れ滝になっており、大雨の増水時を除いて雄大な姿を見ることは稀である。

## 滝

### 浜町市街地および近郊の滝（矢部地区中心部）
- 五老ヶ滝：四十八滝中最大規模
- とどろ滝
- 赤禿の滝
- 千滝
- 上司尾滝
- 孫滝

### 御岳地区の滝（矢部地区東南部）
- 鵜の子滝：五老ヶ滝に次ぐ規模。
- 鷹滝
- つばめ滝
- ひさげ滝
- 田吉滝
- 聖滝
- 尻原滝
- 念珠滝
- 小野尻の滝（おのじりのたき）
- 横野滝
- 竜宮滝（御岳）

### 御所・名連川地区の滝（矢部地区北東部）
- 白滝
- 天神滝

### 白糸・菅地区の滝（矢部地区南西部）
- うなぎ滝
- 白糸の滝
- 滝切滝
- 津賀野滝
- 松蔵滝
- 上菅滝
- 鳥原滝
- 越早滝
- 犬飼滝
- 牧野の三段滝
- 千代万代の滝

### 西部・下矢部地区の滝（矢部地区西南部）
- 南田前滝
- 南田後滝
- 綾織の滝
- 本滝
- 轟滝

### 中島・島木地区の滝（矢部地区北西部）
- 姥川滝
- 布勢滝
- 椛の木滝
- 観音滝
- 竜宮滝（島木）
- 木鷺野滝
- 福良滝
- 雄滝
- 雌滝
- そうめん滝

### 緑川の滝（清和地区）
- 木原谷滝
- 鍵の戸滝

### 五ヶ瀬川の滝（蘇陽地区）
- 竿渡滝